# Gangnam Style
„Gangnam Style“ е най-известния сингъл на южнокорейския рапър Сай. Издаден е на 15 юли 2012 г. като главен сингъл от шестия му студиен албум PSY 6 (Six Rules), Part 1. Клипът към песента е най-гледаното K-pop видео в сайта YouTube, а от 24 ноември 2012 г. до 10 юли 2017 г. е и най-гледаното музикално видео изобщо.
Към 21 декември 2012 г. клипът „Gangnam Style“ е гледан над 1 милиард пъти в YouTube. Това прави около 6,5 млн. гледания на ден, или по 75,4 гледания в секунда. Към 12 февруари 2013 г. клипът е гледан над 1,3 милиарда пъти, а на 6 април 2013 г. достига до 1,5 милиарда гледания в YouTube. Към 12 февруари 2014 г. клипът е гледан над 1,9 милиарда пъти в YouTube. Към октомври 2017 г. гледанията на клипа са над 2,97 милиарда. Към декември 2019 г. гледанията на клипа са над 3,47 милиарда.